# Joshua Sims
Joshua Samuel "Josh" Sims (Yeovil, 28 maart 1997) is een Engels voetballer die bij voorkeur als vleugelspeler speelt. Hij stroomde in 2016 door vanuit de jeugd van Southampton.

## Clubcarrière
Sims sloot zich in 2011 aan in de jeugdacademie van Southampton. Op 27 november 2016 debuteerde hij in de Premier League in het thuisduel tegen Everton. Hij startte in de basiself en werd na 84 minuten vervangen door Sam McQueen. Drie dagen later mocht de vleugelspeler in het bekerduel tegen Arsenal na 66 minuten invallen voor Sofiane Boufal. Southampton kegelde Arsenal uit het bekertoernooi na treffers van Jordy Clasie en Ryan Bertrand.

## Interlandcarrière
Sims kwam uit voor verschillende Engelse nationale jeugdelftallen. In 2014 debuteerde hij in Engeland –18
1 McCarthy ·
2 Walker-Peters ·
3 Manning ·
4 Downes ·
5 Stephens ·
6 Harwood-Bellis ·
7 Aribo ·
8 Smallbone ·
9 Armstrong ·
10 Lallana ·
11 Stewart ·
12 Edwards ·
13 Lumley ·
14 Bree ·
15 Wood ·
16 Sugawara ·
17 Brereton Díaz ·
18 Fernandes ·
19 Archer ·
20 Sulemana ·
21 Taylor ·
22 Alcaraz ·
23 Edozie ·
24 Charles ·
26 Ugochukwu ·
27 Amo-Ameyaw ·
28 Larios ·
31 Bazunu ·
32 Onuachu ·
33 Dibling ·
35 Bednarek ·
37 Bella-Kotchap ·
Coach: Martin